# Huimin
Huimin léase Juéi-Mín (en chino:回民区 , pinyin:Huímín qū , en mongol:Қотон Арад-ун тоори, transliteración:Qotoŋ Arad-un toɣoriɣ , lit:Pueblo Hui)  es un distrito urbano
bajo la administración directa de la ciudad-prefectura de Hohhot en la provincia de Mongolia Interior, República Popular China. 
La región yace en la meseta Hetao (河套) que se podría dividir en dos, la primera es la zona montañosa Deqing (大青山) que pertenece al sistema de Montañas Yin donde hay cumbres que superan los 2000 m s. n. m. y la segunda es la zona urbana llana aluvial que se extiende por 30 km² ubicada a una altitud promedio de 1050 m s. n. m. La ciudad es bañada por el río Dehei (大黑河) , un tributario del Río Amarillo .
El distrito es sede del gobierno local y es centro cultural y económico en la región, ubicado a 490 kilómetros de Beijing , la línea férrea Beijing-Baotou (京包铁路) pasa por el norte del distrito. Es un importante puente entre China hacia Mongolia, Rusia y Europa del Este. Su área total es de 175 km² y su población proyectada para 2012 fue de 400 000 habitantes.

## Administración
El distrito de Huimin divide en 8 pueblos que se administran en 7 subdistritos y 1 poblados.

## Historia
El 28 de diciembre de 1950, se estableció la Región Autónoma de Guiyang Hui. En noviembre de 1956, se cambió al distrito de Huimin de la ciudad de Hohhot. El área está ubicada en la parte noroeste de la ciudad de Hohhot. Lleva el nombre de la gente Hui que vive en más lugares. Hay 23 grupos étnicos, incluidos los Hui, Mongolia, Han y Manchu. En 2012, la población total del distrito de Huimin era de 400 000, de los cuales la población de Hui era de más de 20 mil.

## Recursos
Hay más de diez tipos de minerales como el oro, plata, hierro, carbón, grafito, mármol y flogopita. 

## Clima
La ciudad es fría, marcada por veranos calientes y vientos fuertes en primavera. El mes más frío es enero con −11 °C y el más caliente es julio con 22 °C. La temperatura media anual es de 6,7 °C y la precipitación media es de 400 milímetros, con más de la mitad en julio y agosto.
| Parámetros climáticos promedio de Huimin (1971−2000) | Parámetros climáticos promedio de Huimin (1971−2000) | Parámetros climáticos promedio de Huimin (1971−2000) | Parámetros climáticos promedio de Huimin (1971−2000) | Parámetros climáticos promedio de Huimin (1971−2000) | Parámetros climáticos promedio de Huimin (1971−2000) | Parámetros climáticos promedio de Huimin (1971−2000) | Parámetros climáticos promedio de Huimin (1971−2000) | Parámetros climáticos promedio de Huimin (1971−2000) | Parámetros climáticos promedio de Huimin (1971−2000) | Parámetros climáticos promedio de Huimin (1971−2000) | Parámetros climáticos promedio de Huimin (1971−2000) | Parámetros climáticos promedio de Huimin (1971−2000) | Parámetros climáticos promedio de Huimin (1971−2000) |
| Mes                                                  | Ene.                                                 | Feb.                                                 | Mar.                                                 | Abr.                                                 | May.                                                 | Jun.                                                 | Jul.                                                 | Ago.                                                 | Sep.                                                 | Oct.                                                 | Nov.                                                 | Dic.                                                 | Anual                                                |
| ---------------------------------------------------- | ---------------------------------------------------- | ---------------------------------------------------- | ---------------------------------------------------- | ---------------------------------------------------- | ---------------------------------------------------- | ---------------------------------------------------- | ---------------------------------------------------- | ---------------------------------------------------- | ---------------------------------------------------- | ---------------------------------------------------- | ---------------------------------------------------- | ---------------------------------------------------- | ---------------------------------------------------- |
| Temp. máx. media (°C)                                | −5.0                                                 | −0.4                                                 | 7.0                                                  | 16.3                                                 | 23.2                                                 | 27.3                                                 | 28.5                                                 | 26.4                                                 | 21.2                                                 | 14.1                                                 | 4.4                                                  | −3.2                                                 | 13.30                                                |
| Temp. mín. media (°C)                                | −16.8                                                | −12.8                                                | −5.5                                                 | 1.6                                                  | 8.2                                                  | 13.3                                                 | 16.4                                                 | 14.8                                                 | 8.3                                                  | 1.0                                                  | −7.0                                                 | −14.2                                                | 0.6                                                  |
| Precipitación total (mm)                             | 2.6                                                  | 5.2                                                  | 10.2                                                 | 13.5                                                 | 27.6                                                 | 47.2                                                 | 106.5                                                | 109.1                                                | 47.4                                                 | 20.7                                                 | 6.2                                                  | 1.8                                                  | 398.0                                                |
| Días de precipitaciones (≥ 0.1 mm)                   | 2.5                                                  | 2.8                                                  | 3.4                                                  | 3.7                                                  | 6.0                                                  | 8.9                                                  | 12.9                                                 | 12.7                                                 | 8.3                                                  | 4.5                                                  | 2.4                                                  | 1.8                                                  | 69.9                                                 |
| Horas de sol                                         | 180.7                                                | 198.3                                                | 245.5                                                | 268.6                                                | 294.5                                                | 291.3                                                | 264.9                                                | 255.2                                                | 252.1                                                | 244.8                                                | 195.3                                                | 171.0                                                | 2862.2                                               |
| Humedad relativa (%)                                 | 58                                                   | 52                                                   | 46                                                   | 37                                                   | 39                                                   | 47                                                   | 61                                                   | 66                                                   | 62                                                   | 59                                                   | 59                                                   | 59                                                   | 53.8                                                 |
| Fuente: Administración Meteorológica China           |                                                      |                                                      |                                                      |                                                      |                                                      |                                                      |                                                      |                                                      |                                                      |                                                      |                                                      |                                                      |                                                      |